# Nhà thờ Thánh George ở Kostoľany pod Tribečom
Nhà thờ Thánh George ở Kostoľany pod Tribečom (tiếng Slovakia: Kostolík svätého Juraja v Kostoľany pod Tribečom) là một nhà thờ được xây dựng theo phong cách kiến trúc Romanesque, tọa lạc ở làng Kostoľany pod Tribečom, quận Zlaté Moravce, vùng Nitra, Slovakia. Nhà thờ Thánh George ở Kostoľany pod Tribečom là di tích kiến trúc tiền Romanesque được bảo tồn lâu đời thứ ba ở Slovakia, xếp sau hai nhà thờ là Nhà thờ Thánh Margaret xứ Antioch ở Kopčany và Nhà thờ Thánh George ở Nitrianká Blatnice.

## Lịch sử
Nhà thờ Thánh George ở Kostoľany pod Tribečom được xây bằng đá mỏ. Nhà thờ có thể được xây dựng vào thời kỳ Đại Moravia tồn tại. Giữa thế kỷ 17, nhà thờ được cải tạo lại sau một trận hỏa hoạn. Những lần tu sửa nhà thờ tiếp theo diễn ra vào các năm 1721 và 1963. Ngày nay, nhà thờ vẫn giữ được dáng vẻ cổ kính ban đầu ngay cả sau nhiều lần được trùng tu đáng kể.
Vào ngày 2 tháng 10 năm 1963, nhà thờ này được ghi danh vào Danh sách Di tích Trung ương theo quyết định của Bộ Văn hóa Cộng hòa Slovakia. Bảy năm sau, theo Nghị quyết của Chủ tịch Hội đồng Quốc gia Slovakia, nhà thờ được công nhận là di tích văn hóa quốc gia.